# Sharp Dressed Man
«Sharp Dressed Man» — сингл из альбома Eliminator, семнадцатый сингл американской рок-группы ZZ Top, вышедший в 1984 году на лейбле Warner Bros. Records. 
Песня известна своим запоминающимся гитарным риффом и клипом, который значительное время крутился в эфире первых лет музыкального канала MTV. Будучи выпущена в качестве сингла в 1983 году, она достигла второго места в чарте Mainstream Rock. Звучит в компьютерной игре Guitar Hero.
Считается одной из самых известных песен ZZ Top. Входит в десятку ключевых для группы песен по мнению коллектива обозревателей журнала Rolling Stone.

## Участники
- Билли Гиббонс — ведущий вокал, соло- и ритм-гитара
- Дасти Хилл — бас-гитара, бэк-вокал
- Фрэнк Бирд — ударные